# Цариградски договор (1913)
Вижте пояснителната страница за други значения на Цариградски договор.
Цариградският договор от 16 септември 1913 г. (29 септември по нов стил) е мирен договор между Царство България и Османската империя, уреждащ границата в Тракия след намесата на Османската империя в Междусъюзническата война. България губи Одринско, но задържа излаза на Егейско море между Марица и Места. Отделна клауза позволява на българските бежанци да се завърнат в Източна Тракия. Тя остава неизпълнена, но въпреки това договорът води до подобряване на отношенията между двете страни, които стават съюзници през Първата световна война.
Териториалните клаузи на договора са допълнени с Българо-турската конвенция от 1915 г.

## Предистория
Съгласно Лондонския договор (17 май 1913 г.), сложил край на Първата балканска война, османската граница в Тракия е прокарана по линията между Мидия на Черно и Енос на Егейско море. Скоро след това Балканският съюз се разцепва и между бившите съюзници избухва пълномащабна война (16 юни). Почти цялата българска войска е прехвърлена от Тракия в Македония за борба с гърци, сърби и черногорци. Младотурското правителство се възползва от това обстоятелство. Неговите войски прекосяват линията Мидия — Енос и до 10 юли окупират Люлебургас, Лозенград и Одрин. Местното българско население е подложено на погром и се изселва масово към старите предели на България. По същото време българските войски и администрация са принудени да се оттеглят и от Западна Тракия.
В началото на юли цар Фердинанд отправя призив към Великите сили (Русия, Австро-Унгария, Германия, Великобритания, Франция и Италия) да се намесят за възстановяване на статуквото според Лондонския мир, договорен с тяхно посредничество. Колективна нота на силите пред Високата порта от 12 юли цели тъкмо това, но младотурците не се поддават на дипломатическия натиск. Заплахата на Русия, че ще прати войски в Армения (тогава османско владение) е неутрализирана с предупреждения от Германия и Великобритания.
Въоръженият конфликт на България с останалите балкански държави приключва с подписването на Букурещкия договор на 28 юли (10 август по нов стил). В изпълнение на договора още в края на юли правителството на Васил Радославов разпуска почти цялата си армия, с изключение на някои съединения, прехвърлени в Тракия. Българо-османските отношения остават неуредени, поради неучастието на османски представители на конференцията в Букурещ.
В началото на август българският външен министър Никола Генадиев повтаря призива към големите европейски държави да се намесят за решаване на тракийския въпрос. В отговор Великите сили предупреждават, че османската армия ще продължи офанзивата си, и съветват София да потърси разбирателство пряко с Цариград. На 16 август в Гюмюрджина е обявена „Независима западнотракийска турска република“. На същия ден, под заплахата да загуби и Западна Тракия, българското правителство приема османската покана за двустранни преговори и изпраща свои емисари в Цариград (генерал Михаил Савов, Григор Начович и Андрей Тошев). Преговорите започват на 26 август в Цариград и приключват на 16 септември със сключването на мирен договор. От османска страна договорът е подписан от министъра на вътрешните работи Талаат бей, министъра на флота Махмуд паша и председателя на Държавния съвет Халил бей.

## Условия на договора

### Нови граници в Тракия
Българо-турската граница е уредена с член 1 на договора. Той оставя в Османската империя по-голямата част от Източна Тракия, без Мустафа паша (днешен Свиленград), Малко Търново, Василико (днес Царево) и някои други райони. На България е позволено да заеме повторно Западна Тракия (крайбрежието на Егейско море между устията на Марица и Места, с градовете Гюмюрджина, Ксанти и Дедеагач), след като правителството в Цариград отказва да подкрепи Гюмюрджинската автономна република. Българските войски завземат повторно областта през октомври 1913 г., при минимална съпротива от страна на местната турска милиция. По този начин Османската империя отстъпва над 23 000 км2 от териториите си (в това число Пиринска Македония), но си връща Одрин и Лозенград (загубени през Първата балканска война).

### Права на малцинствата
- Жителите на териториите, отстъпени на България, получават правото на османско поданство, стига да го поискат в срок от четири години. В случай че се откажат от българско поданство, те трябва да напуснат България, но запазват имуществото си. Мюсюлманите в тези земи се освобождават от военна повинност в България (чл. 7 и 11).[14]

- Чл. 8 гарантира свободата на вероизповеданието на мюсюлманите в България, равноправието им с останалите български поданици и целостта на мюсюлманските общини.[14] Броени месеци след сключването на договора помаците от Родопите и Пирин, покръстени в началото на 1913 г., се връщат към старата си религия.[15]

- Чл. 9 позволява на българските бежанци от Източна Тракия да се върнат (в срок до две години) по домовете си. Османската империя се задължава да зачита българските също както останалите християнски общини на своя територия.[14] Тази клауза на договора остава неизпълнена. Одринското съглашение от ноември 1913 г. отменя правото на източнотракийските българи (70 000 души) да се завърнат по домовете си в Одринския и Лозенградския санджак и поставя на тяхно място турски бежанци от новите територии на България (около 30 000 души). Този регламент е узаконен окончателно с Ангорския договор през 1925 г.[16]

### Двустранни отношения
Договорът предвижда:
- демобилизация на двете армии в рамките на три седмици (чл.2) и размяна на заложници и военнопленници в 1-месечен срок (чл. 5);
- подновяване на съобщенията и транспортните връзки между двете страни (чл. 3);
- подновяване на търговските връзки и мореплаването според конвенцията от 1911 г. (чл. 4);
- уреждане на дипломатическите представителства (консулства, чл. 4).

### Други
- България поема правата и задълженията спрямо компанията на източните железници за жп линията, която компанията държи на концесия в новите български земи (чл. 16).
- Религиозните и благотворителните организации в Османската империя запазват вакъфските си приходи в Западна Тракия (чл. 12).
- Частните имоти на султана и неговото семейство в България се зачитат (чл. 13).[18]